# Архидам V
Архидам V (умро 227. п. н. е.) био је спартански краљ из Еурипонтидске династије од 228. до 227. п. н. е.

## Биографија
Архидам је син Еудамиде IΙ и унук Архидама ΙV по коме је и добио име. Године 241. п. н. е. његов брат Агис ΙV је свргнут с власти и погубљен. Архидам бежи у Месенију како би избегао исту судбину. Године 228. п. н. е. агијадски краљ Клеомен ΙII, ожењен за Агисову удовицу, остао је без еурипонтидског савладара, па је позвао Архидама да се врати из изгнанства. Архидам пристаје. Међутим, његова владавина била је краткотрајна. На њега је већ следеће године извршен атентат. Према Полибију, наручилац је био Клеомен.